# Pleasant Hill Lake
Der Pleasant Hill Lake ist ein Stausee in der Nähe von Perrysville in Ohio in den USA.

## Geschichte
Der Bau des Pleasant Hill Dam wurde 1936 fertiggestellt. Er wurde von der United States Army Corps of Engineers errichtet. Er wurde für den Hochwasserschutz angelegt.
Der Damm wurde am Clear Fork Mohican River errichtet. Der Damm, der den See bildet, ist ein 34 Meter hoher Erddamm. Er liegt im Ashland County, der See erstreckt sich jedoch bis in das Richland County.